# Oncala
Oncala es una localidad y también un municipio de la provincia de Soria, partido judicial de Soria, comunidad autónoma de Castilla y León, España. Pueblo de la comarca de Tierras Altas.
Desde el punto de vista jerárquico de la Iglesia católica forma parte de la diócesis de Osma la cual, a su vez, es sufragánea de la archidiócesis de Burgos.

## Geografía

Término municipal.

Esta pequeña población de la comarca de Tierras Altas está ubicada en el norte de la provincia. Está bañada por el río Mayor o río Linares. El río Linares nace en el puerto de Oncala, entre sierra de Alba y sierra de San Miguel y se une al Alhama que es un afluente del Ebro.
Es un pueblo del norte de la provincia de Soria, en cuyo término municipal se encuentra el puerto de Oncala (1454 m s. n. m.).
Está formado por dos barrios unidos por el puente que atraviesa el río, el barrio de Abajo o barrio Grande, donde se encuentra el frontón, y el barrio Alto, también llamado La Revilla, donde se ubica la iglesia.

### Medio ambiente
En su término e incluidos en la Red Natura 2000 los siguientes lugares:
- Lugar de Interés Comunitario conocido como Oncala-Valtajeros ocupando 1619 hectáreas, el 41% de su término.[2]

## Historia
A la caída del Antiguo Régimen la localidad se constituye en municipio constitucional, entonces conocido como Honcala, en la región de Castilla la Vieja, partido de Soria, que en el censo de 1842 contaba con 60 hogares y 250 vecinos.
A finales del siglo XX crece el término del municipio porque incorpora a El Collado, con Navabellida y también a San Andrés de San Pedro.

## Geografía humana

### Demografía
Cuenta con una población de 61 habitantes (INE 2024).
| Gráfica de evolución demográfica de Oncala entre 1842 y 2021 |
| |
| Población de derecho según los censos de población del INE Población de hecho según los censos de población del INEEn este censo se denominaba Honcala: 1842 Entre el censo de 1970 y el anterior, crece el término del municipio porque incorpora a 42536 (El Collado) y 42603 (San Andrés de San Pedro) |

### Población por núcleos
| Núcleos                 | Habitantes (2000) | Habitantes (2010) | Habitantes (2020) |
| ----------------------- | ----------------- | ----------------- | ----------------- |
| Oncala                  | 70                | 57                | 45                |
| El Collado              | 4                 | 17                | 9                 |
| Navabellida             | 7                 | 5                 | 3                 |
| San Andrés de San Pedro | 25                | 21                | 14                |

## Patrimonio

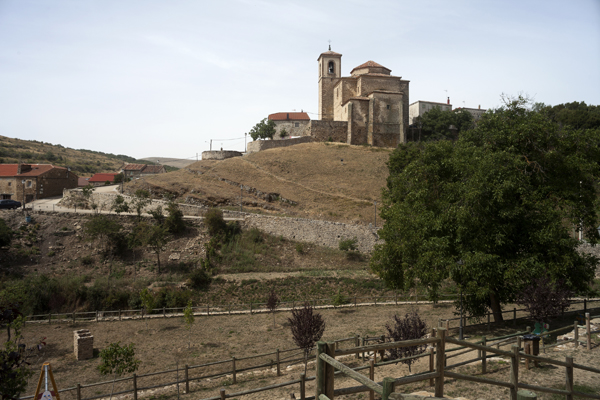
Iglesia de San Millán

- Museo: En una antigua casona restaurada, la asociación El Redil, acerca al turista de forma agradable y sencilla la vida de la trashumancia, que durante siglos ha caracterizado esta comarca. Un viaje figurado nos lleva por la Cañada Real Soriana Oriental hasta el valle de Alcudia (Ciudad Real), mostrando las costumbres, los útiles y los parajes a lo largo de 700 kilómetros. El centro tampoco se olvida de las mujeres que quedaban en el pueblo durante el duro invierno, ni de cómo la actividad ganadera cambió el paisaje local. Posiblemente uno de los museos pastoriles más importantes de España[8]
- Iglesia de San Millán: En la iglesia de Oncala se expone una colección de diez grandes tapices del siglo XVII; ocho de estos pertenecen a la serie Apoteosis Eucarística, basados en una colección de pinturas de Rubens, con la marca BB (Bruselas-Bramante) y FVH, las iniciales del maestro tejedor, tapicero de Bruselas. Esta colección fue cedida por el oncalés Juan Francisco Jiménez del Río, obispo de Segovia y arzobispo de Valencia. Tiene incoado expediente como Bien de Interés Cultural en la categoría de Monumento desde el 4 de enero de 1983.[9]
- Frontón: Construido en 1890, este frontón ha sido testigo de los juegos de muchas generaciones, y aún hoy en día se puede ver como los habitantes siguen usándolo. Situado junto al río, en un marco incomparable podemos disfrutar de las vistas que desde allí se ofrecen a nuestros ojos.
- Puente: Este puente tosco de piedra que une la calle entre los dos barrios de Oncala, por encima del riachuelo Cayo o río de la Fuenteoncala, parece ser que fue construido en la época del arzobispo, a finales del siglo XVIII. Está construido solamente con piedra, sin argamasa, y además las piedras sin tallar, picar o labrar.
- Ermita: Esta ermita está situada en el barrio de Abajo. La fecha de construcción coincide con los últimos 20 años del siglo XVIII y sin duda está vinculada a la obra del arzobispo Jiménez del Río.